# Ципола Гізела Альбертівна
Гізе́ла Альбе́ртівна Ци́пола (27 вересня 1944, с. Гать) — українська оперна співачка, лірико-драматичне сопрано.

## Біографія
Народилася 27 вересня 1944 р. в селі Гать, нині Берегівський район, Закарпатська область.В родині Ціполів співли вс і- батько, мати, п'ятеро братів і сестер.
Професійне навчання Гізела розпочала в Ужгородському музичному училищі імені Д. Задора, клас Андрія Євгеновича Задора. Після закінчення музичного училища вступила до Харківської консерваторії.
У 1969 р. закінчила Харківський інститут мистецтв по класу співу Т. Я. Веске.
У 1969—1988 рр. — солістка Київського театру опери та балету. Виступає з концертами. Гастролювала в сателітних державах.
У 1970 році Гізела Альбертівна отримує першу премію на Міжнародному конкурсі вокалістів імені П. Чайковського в Москві.
У 1973 року стає заслуженою артисткою України та здобуває звання лауреата премії Грузії імені З. Паліашвілі за краще виконання партії Етери з опери Захарія Паліашвілі «Абесалом та Етері».
З 1985 р. також викладала у Київській консерваторії.
Виконала більше 50 оперних партій, серед яких: Чіо-Чіо-Сан, Мімі, Тоска («Мадам Батерфляй», «Богема» і «Тоска» Д. Пуччіні), Маргарита («Фауст» Ш. Ґуно), Аїда («Аїда» Д. Верді), Тетяна («Євгеній Онєґін» П. Чайковського) та ін.

## Кінематограф
У фільмі Олега Фіалка «Повернення Баттерфляй» 1982 р. виконавиця головної ролі Олена Сафонова співає голосом Гізели Циполи.
У 1993 р. Г. Ципола знялась у фільмі Олега Бійми «Пастка», зігравши співачку в опері.

## Нагороди і почесні звання
- Народна артистка Української РСР (1976).
- Народна артистка СРСР (1988).
- Лауреат Державної премії Грузинської ССР ім. З. Паліашвілі (1973).
- Лауреат Всесоюзного конкурсу вокалістів ім. М. Ґлінки (1-а премія, 1968).
- Лауреат Міжнародного конкурсу вокалістів у Токіо (1-а премія, 1976).